# Hans Melms
Hans Melms (17. Juni 1869 in Berlin – 28. August 1941 ebenda) war ein deutscher Opernsänger (Bariton).

## Leben
Melms begann nach entsprechender gesanglicher Ausbildung im Jahr 1892 am Hoftheater Altenburg seine Bühnenlaufbahn, kam 1893 nach Würzburg, 1894 nach Olmütz, 1895 nach Chemnitz, wo er zwei Jahre verblieb, sodann nach Köln und trat 1898 in den Verband des Stadttheaters in Magdeburg. Hier betätigte sich Melms in hervorragender Weise, bis ihn 1902 ein Antrag an die Hofoper nach Wien rief. Dort debütierte er als „Tonio“ in Bajazzo. 1903 sang er den Kurwenal in der Neuinszenierung von Tristan und Isolde unter dem Dirigat von Gustav Mahler.
Sein Auftritt ließ den besten Eindruck zurück. Seine warme, volle und weiche Stimme, von schönstem Klang, mit Heldenbaritonfärbung, erfreute allgemein, und sowohl in der Mittellage wie in der Höhe entsprachen seine Töne strengen Anforderungen. Auch sein temperament- und wirkungsvolle Spiel fand Anerkennung.
1904 ging er ans Nationaltheater Berlin, 1905 an die Volksoper Wien, 1907 erneut die Hofoper, 1909 nochmals Volksoper und von 1910 bis 1914 war er zum dritten Mal Ensemblemitglied der Hofoper.
Ab 1917 lebte er in Berlin und spielte, da völlig verarmt, kleine Filmrollen. Bereits 1908 war er Darsteller in mindestens zwei Tonbildern, die er auch gesanglich unterlegte.
Als Gast sang er 1900 am Opernhaus von Leipzig, 1901 an der Hofoper München und 1903 am Deutschen Theater in Brünn.
Seine Partien umfassten u. a. den „Pizarro“ im Fidelio, den „Hans Heiling“, den „Jäger“ im Nachtlager von Granada, den „Telramund“ im Lohengrin, den „Wotan“ in der Walküre, den „Kurwenal“ im Tristan, den „Rigoletto“, den „Graf Luna“ im Troubadour, den „Nelusco“ in Die Afrikanerin, den „Valentin“ im Faust und den „Wolfram“ im Tannhäuser.

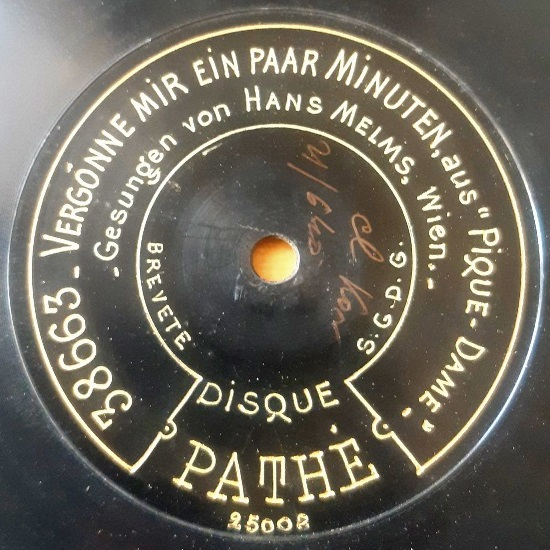
Schallplatte von Hans Melms (Wien 1907)

Seine Stimme ist auf einem Edison-Zylinder (Berlin 1905) sowie Schallplatten der Marken Odeon (Wien 1906–08) Pathé (Wien 1907–08, u. a. Duette mit Maria Jeritza) und Zonophone (Wien 1908–09) erhalten geblieben.

## Filmografie
- 1908: Rigoletto
- 1908: Traviata